# Station Simmern
Station Simmern was een spoorwegstation in de Duitse plaats Simmern/Hunsrück. Het station werd in 1889 geopend. 